# Whitburn (Szkocja)
Whitburn (gael. An t-Allt Bàn) – miasto w środkowej Szkocji, w hrabstwie West Lothian, położone na południowym brzegu rzeki Almond, nad uchodzącym do niej strumieniem White Burn. W 2011 roku liczyło 10 527 mieszkańców.
Whitburn ulokowane zostało przy drodze będącej dawniej głównym traktem łączącym Edynburg z Glasgow. Pod koniec XVIII wieku miejscowość liczyła 500 mieszkańców; znajdował się tu urząd pocztowy. W 1887 roku liczba mieszkańców wzrosła do 1200, działał tu urząd telegraficzny i bank. Do XIX wieku lokalna gospodarka opierała się na rolnictwie i włókiennictwie. Na przełomie XIX i XX wieku rozpoczęto eksploatację okolicznych złóż węgla, stymulując rozwój miasta. Największa z kopalń, Polkemmet Colliery, otwarta w 1921 roku, w szczytowym okresie zatrudniała blisko 2000 pracowników, a zamknięta została, jako ostatnia, w połowie lat 80. XX wieku. W latach 1969–1999 w mieście funkcjonowała fabryka dżinsów Levi Strauss & Co..
Na zachód od miasta znajduje się park krajobrazowy Polkemmet Country Park, utworzony na terenach dawnej posiadłości rodu Baillie. Znajdująca się w jej obrębie XVII-wieczna rezydencja Polkemmet House została zburzona w latach 60. XX wieku.
Od północy miasto omija autostrada M8.